# Wallace Stevens
Wallace Stevens (Reading, 2 ottobre 1879 – Hartford, 2 agosto 1955) è stato un poeta statunitense.

## Biografia
Studiò giurisprudenza ma lasciò l'avvocatura per lavorare a Hartford come dirigente di una società di assicurazioni. Poeta di grande mestiere, fu sensibile a influenze della poesia europea, in particolare francese, da Baudelaire a Corbière e a Mallarmé. Nonostante i molti echi dei grandi romantici inglesi, soprattutto John Keats, la sua poesia va letta nel contesto del rinnovamento del linguaggio compiuto dal Modernismo letterario angloamericano.
Dalla raffinata ed enigmatica eleganza della prima raccolta Harmonium (1924) alle riflessioni più politiche di Ideas of Order (Idee di ordine, 1936), ai poemi della tarda maturità, Stevens approfondice il rapporto dialettico realtà-fantasia, con una spettacolare serie di variazioni e con una grandiosità progettuale ed esecutiva che lo impongono come uno dei poeti più consapevoli e compiuti del Novecento non solo in America. Nel 1955 la raccolta delle sue poesie gli valse il Premio Pulitzer per la poesia.
In Italia la poesia di Stevens fu tradotta tempestivamente nel 1954 da Renato Poggioli, che intrattenne un'ampia corrispondenza con Stevens e ne citò stralci nel commento alla raccolta Mattino domenicale ed altre poesie (1954). Dagli anni 1980 sono apparse numerose altre traduzioni commentate, anche se Stevens rimane un poeta per poeti sia in America che all'estero.
La rivista semestrale The Wallace Stevens Journal, edita dalla Wallace Stevens Society, è interamente dedicata a studi di carattere specialistico del poeta di Hartford, ma comprende anche omaggi di poeti americani ed europei. Infatti Stevens è uno degli scrittori del Novecento su cui la critica si è più soffermata e continua a dibattere. Lievemente inferiore è stato il suo influsso in Inghilterra. Si veda il volume di saggi critici Wallace Stevens Across the Atlantic, a cura di Bart Eeckhout e Edward Ragg, prefazione di Frank Kermode (Hampshire, Palgrave, 2008).

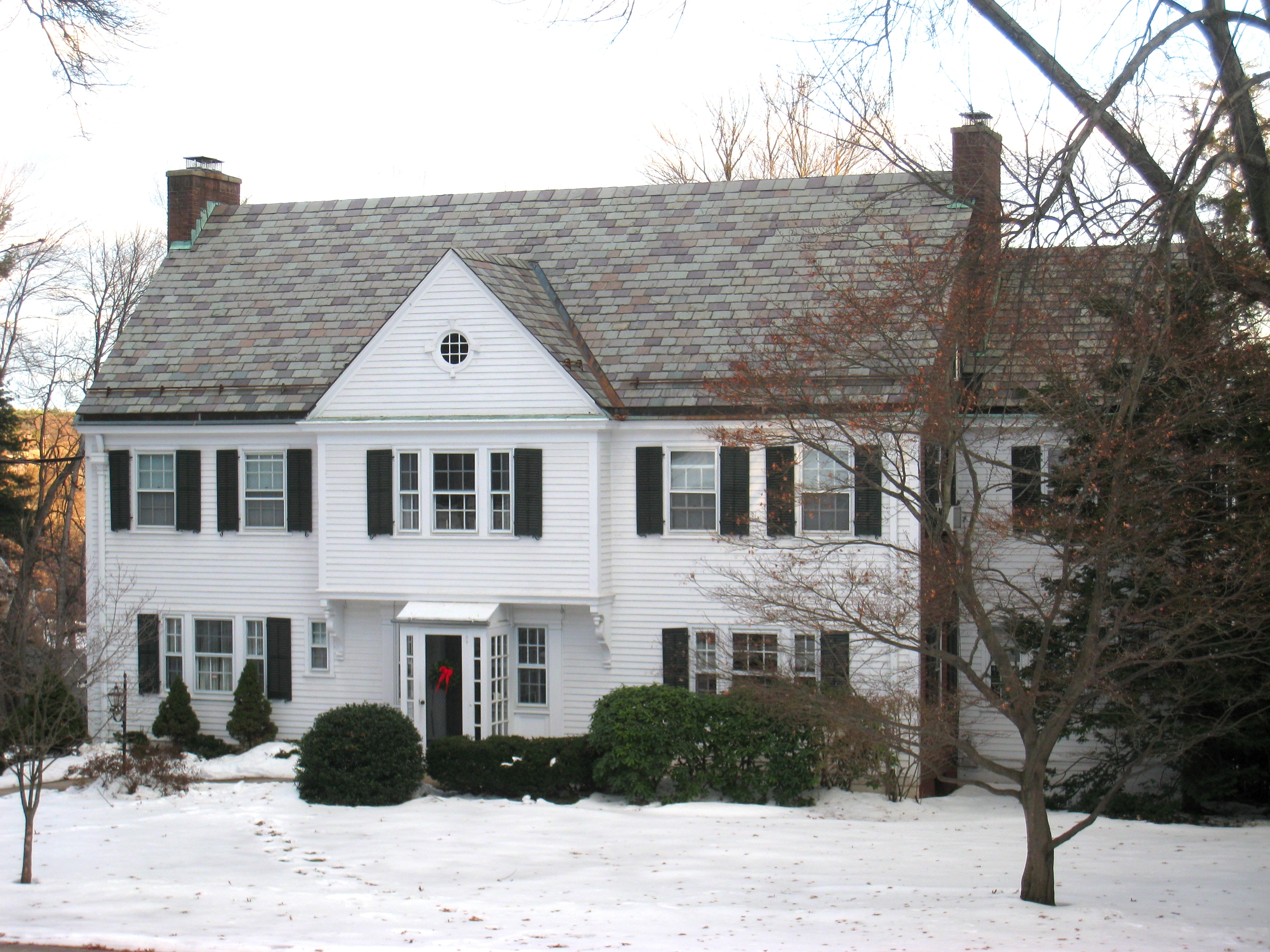
Casa appartenuta al poeta presso Hartford. È ora una residenza privata.

Firma di Wallace Stevens

## Opere

### Poesie
- Harmonium, 1923, nuova ed. 1931 (raccolta di 74, poi 88 poesie).
- Ideas of Order, 1956 (raccolta di 36 poesie).
- Owl's Clover, 1936 (poemetti, poi in The Man with the Blue Guitar).
- The Man with the Blue Guitar, 1937 (raccolta di 3 poesie, oltre al precedente).
- Parts of a World, 1942 (raccolta di 66 poesie).
- Transport to Summer, 1947 (raccolta di 57 poesie).
- The Auroras of Autumn, 1950 (raccolta di 32 poesie).
- The Man with the Blue Guitar: Including Ideas of Order, 1952 (riedizione di raccolte precedenti).
- The Rock, 1954 (raccolta di 25 poesie incluse nel successivo)[1].
- The Collected Poems, 1954 (raccolta dell'opera poetica precedente).
- Opus Posthumous: Poems, Plays, Prose, a cura di Samuel French Morse, 1957 - nuova edizione a cura di Milton J. Bates, 1989 (raccolta di opere disperse).
- Poems, a cura di Samuel French Morse, 1959 (antologia).
- Selected Poems, 1965 (antologia).
- The Palm at the End of the Mind, a cura di Holly Stevens, 1972 (antologia).
- Collected Poetry and Prose, a cura di Frank Kermode e Joan Richardson, 1997 (raccolta presso la Library of America)[2]
- Selected Poems, a cura di John N. Serio, 2009 (antologia).

### Prosa
- The Necessary Angel: Essays on Reality and the Imagination, 1951 (raccolta di 49 saggi).
- Letters of Wallace Stevens, a cura di Holly Stevens, 1966 - nuova edizione con prefazione Richard Howard, 1996 (lettere).
- Souvenirs and Prophecies: THe Young Wallace Stevens, a cura di Holly Stevens, 1977 (testimonianze).
- The Critical Heritage a cura di Charles Doyle, 1985 (antologia).
- Secretaries of the Moon: The Letters of Wallace Stevens and José Rodríguez Feo, a cura di Beverly Coyle e Alan Filreis, 1986 (carteggio).
- Sur plusieurs beaux sujects: Wallace Stevens's Commonplace Book, a cura di Milton J. Bates, 1989.
- The Contemplated Spouse: The Letters of Wallace Stevens to Elsie Kachel, a cura di D.J. Blount, 2006 (lettere).

### Teatro
- Three Travelers Watch a Sunrise, 1916.
- Carlos Among the Candles, 1917.
- Bowl, Cat and Broomstick, 1978 (postumo).

### Traduzioni italiane
- Mattino domenicale ed altre poesie, A cura di Renato Poggioli, Nuova collana di poeti tradotti con testo a fronte n.3, Torino, Einaudi, 1954-1997,  p. 128. - con nota critica di Guido Carboni, 1985.
- Il mondo come meditazione. Ultime poesie 1950-1955, a cura di Massimo Bacigalupo, Parma, Guanda, 1986. - ed. riveduta, Guanda, Parma, 1998; Collana Le Fenici tascabili n.233, Guanda, Parma, 2010, pp.219.
- Note verso una suprema finzione, a cura di Nadia Fusini, Venezia, Arsenale, 1987.
- L'angelo necessario. Saggi sulla realtà e l'immaginazione, a cura di Massimo Bacigalupo, Milano, Coliseum, 1988. - ed. riveduta, trad. G. Scatasta, Collana Saggi e Documenti del Novecento n.90, SE, Milano, 2000.
- Aurore d'autunno, a cura di Nadia Fusini, Collezione di Poesia, Milano, Garzanti, 1992-1995. - Collana Biblioteca n.619, Adelphi, Milano, 2014.
- Harmonium. Poesie 1915-1955, a cura di Massimo Bacigalupo, Collana I Millenni, Torino, Einaudi, 1994,  pp. XIII-699.
- Domenica mattina. Testo originale a fronte, a cura di Francesco Dalessandro, Collana Tarsie n.7, Roma, Il Labirinto, 1998.
- Tutte le poesie, trad. e curatela di Massimo Bacigalupo, Collana I Meridiani, Milano, Mondadori, 2015,  p. 1500, ISBN 978-88-046-5350-9.
- Buona fortuna, amigo tropicale. Lettere a José Rodrìguez Feo, traduzione di Aldo Bandinelli, a cura di Michelle Mueller, Quaderni della Libri Necessari, Roma, Emiliano degli Orfini, 2016,  p. 132, ISBN 978-8-89095-264-7.

## Premi e riconoscimenti
- Premio Bollingen per la poesia: 1949[3]
- Medaglia Robert Frost: 1951[4]
- National Book Award per la poesia: 1951 per Aurore d'autunno e 1955 per Il mondo come meditazione: ultime poesie 1950-1955[5]
- Premio Pulitzer per la poesia: 1955 per Collected Poems[6]